# Miloš Šonc
Miloš Šonc, slovenski častnik veteran vojne za Slovenijo, * 21. januar 1955, Grosuplje.
Polkovnik Šonc je višji pripadnik SV.

## Vojaška kariera
- povišan v polkovnika (16. november 1998)

## Odlikovanja in priznanja
- zlata medalja generala Maistra z meči (31. januar 1992)
- spominski znak Obranili domovino 1991 (10. november 1997)